# Adam Mazur
Adam Władysław Mazur (ur. 24 grudnia 1929 we Lwowie, zm. 27 lipca 2019 we Wrocławiu) – polski inżynier chemik.

## Życiorys
Urodził się w rodzinie inteligenckiej osiadłej w Narolu, gdzie jego ojciec Władysław był urzędnikiem, a matka Maria Wanda z d. Mulak wywodziła się z lokalnej rodziny kupieckiej. Naukę rozpoczął w Publicznej Szkole Powszechnej w Narolu-Mieście. Podczas okupacji niemieckiej uczęszczał do polskiej szkoły powszechnej tamże, którą ukończył po szóstej klasie w 1942. W roku szkolnym 1943/44 kontynuował naukę w pierwszej klasie dwuletniej Szkoły Handlowej we Lwowie. Po przeniesieniu się w 1944 jego rodziny do Rzeszowa, uczęszczał do gimnazjum ogólnokształcącego, które ukończył w 1947 w tamtejszym I. Państwowym Gimnazjum i Liceum im. ks. Stanisława Konarskiego. Pierwszą klasę licealną ukończył w II. Państwowym Gimnazjum i Liceum im. Stanisława Sobińskiego w Rzeszowie. W 1948 jego rodzina zamieszkała we Wrocławiu, gdzie rok później zdał egzamin dojrzałości w tamtejszym I. Państw. Gimnazjum i Liceum Ogólnokształcącym. Studia pierwszego stopnia na Wydziale Chemicznym Politechniki Wrocławskiej ukończył w 1953, a tytuł magistra inżyniera chemii uzyskał na tym wydziale w 1955.
Po ukończeniu studiów otrzymał nakaz pracy w Zakładach Koksowniczych „Makoszowy”, gdzie pracował do 1958 najpierw jako mistrz, a następnie jako kierownik oddziału węglowni. Potem krótko był starszym technologiem w Zakładach Koksowniczych „Walenty”, a następnie kierownikiem Wytlewni „Wujek” w Katowicach. W latach 1959–69 główny inżynier, a w latach 1969-1973 dyrektor naczelny Zakładu Wytwórczo-Doświadczalnego Koksu Formowanego w Blachowni Śląskiej (obecnej dzielnicy Kędzierzyna-Koźla). W latach 1973–1981 dyrektor ds. technicznych Zakładów Chemicznych „Blachownia” w Kędzierzynie-Koźlu, a w latach 1982-1990 ich dyrektor naczelny.
Od 1969 członek PZPR, od 1985 członek Komitetu do Spraw Nauki i Postępu Technicznego przy Radzie Ministrów, powołany w skład Komitetu Nagród Państwowych na okres kadencji 1988-1991. Prezes zarządu głównego Stowarzyszenia Inżynierów i Techników Przemysłu Chemicznego (SITPChem) przez trzy kadencje w latach 1981–1990. W tym czasie przez jedną kadencję wiceprezes Federacji Stowarzyszeń Naukowo-Technicznych NOT i przez jedną kadencję wiceprzewodniczący Rady Głównej NOT. Po przejściu na emeryturę w 1990 został wiceprezesem SITPChem. W latach 2006–2010 był prezesem oddziału tej organizacji we Wrocławiu, a następnie jego prezesem honorowym. Wyróżniony godnością Członka Honorowego SITPChem.

## Życie prywatne
W 1954 poślubił Małgorzatę Janinę "Jaśkę" z d. Burczyk, siostrę Bogdana Burczyka i kuzynkę Włodzimierza Kamińskiego, z którą miał dwóch synów: Jacka (ur. 1955) i Macieja Krzysztofa (ur. 1958).
Zmarł 27 lipca 2019 we Wrocławiu; został pochowany przy głównej alei Cmentarza Świętej Rodziny we Wrocławiu.

## Odznaczenia i wyróżnienia państwowe
- 1961 – Srebrny Krzyż Zasługi[5]
- 1969 – Złoty Krzyż Zasługi[5]
- 1978 – Krzyż Kawalerski Orderu Odrodzenia Polski[5]
- 1984 – Odznaka Nagrody Państwowej II stopnia[5]
- 1987 – Krzyż Komandorski Orderu Odrodzenia Polski[5]
- 1987 – Odznaka honorowa „Za zasługi dla oświaty” (nr 779)[5]
- 2005 – Medal za Długoletnie Pożycie Małżeńskie wraz z żoną Małgorzatą (nr 15-2005-107)[12]
- 2013 – Złota Odznaka Honorowa Zasłużony dla Województwa Dolnośląskiego[13]

## Nagrody i odznaczenia polskich stowarzyszeń i organizacji
- 1987 – medal NOT im. Bolesława Rumińskiego[14]
- 1994 – medal SITPChem im. Wojciecha Świętosławskiego[15]
- 2010 – Diamentowa Odznaka Honorowa NOT (nr 63)[16]
- 2016 – tytuł "Zasłużony Senior NOT"[17]

## Upamiętnienie

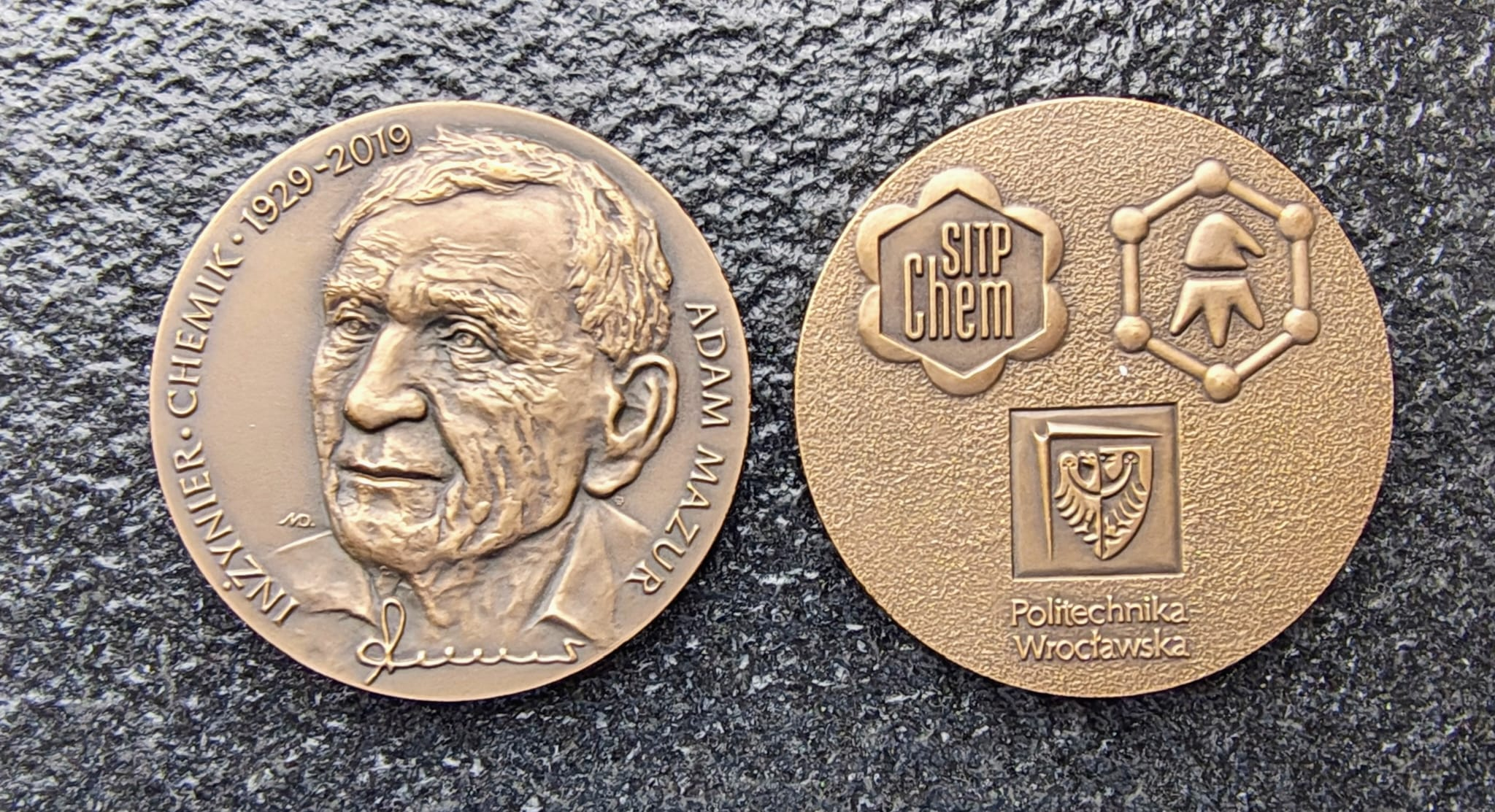
Medal im. Adama Mazura

Od 2024 najlepszemu absolwentowi studiów II stopnia w obszarze inżynierii oraz technologii chemicznej Wydziału Chemicznego Politechniki Wrocławskiej przyznawane jest stypendium imienia Adama Mazura. Celem stypendium jest promowanie kształcenia inżynieryjnego wśród studentów. Pomysłodawcą i fundatorem tego stypendium jest syn Adama Mazura dr inż. Maciej K. Mazur. Laureat konkursu otrzymuje jednorazową nagrodę o równowartości 1000 EUR i okolicznościowy medal.